# Hubert Neu
Hubert Neu (* 4. März 1953 in Rockenhausen) ist ein ehemaliger deutscher Fußballspieler und -trainer.

## Spielerkarriere
Mit dem Fußballspielen begann Hubert Neu im Alter von acht Jahren beim FV Rockenhausen. Von dort wechselte er 1970 als A-Junior zum 1. FC Kaiserslautern, für den er drei Jahre lang aktiv war. In der Saison 1974/75 spielte Neu bei Hassia Bingen. In der Saison 1975/76 spielte er in der drittklassigen Verbandsliga Westfalen für die Hammer SpVg und in der Folgesaison beim SV Wiesbaden und danach bei Eintracht Bad Kreuznach, nachdem diese in die Amateurliga Südwest abgestiegen war. Von 1977 bis 1983 war er erneut für Hassia Bingen aktiv, zeitweise als Kapitän. 1981 und 1982 gehörte er zu der Südwest-Auswahl, die den Länderpokal gewann.
Außerdem war er beim 1. FSV Mainz 05 aktiv.

## Trainerkarriere
Hubert Neu begann seine Trainerlaufbahn parallel zu seiner aktiven Karriere als Trainer der U-19, U-17 und U-15 von Hassia Bingen. Er schloss sein Doppelstudium als Diplom-Betriebswirt und Diplom-Sportlehrer ab und erwarb die Fußballlehrerlizenz. Von 1983 bis 1985 war er Co-Trainer von Timo Zahnleiter und Amateur-Trainer beim SV Darmstadt 98 und von 1985 bis 1991 Amateur-Trainer und Jugendkoordinator von Eintracht Frankfurt. Außerdem arbeitete er in dieser Zeit bei der ersten Mannschaft als Co-Trainer von Dietrich Weise, Karl-Heinz Feldkamp, Pál Csernai und Jörg Berger. 1991/92 war er Assistenztrainer von Robert Jung beim Zweitligisten 1. FSV Mainz 05. Ab 1993 arbeitete er als Co-Trainer beim Bundesligisten FC Schalke 04, wo er an zwei Spieltagen der Saison 1995/96 den Cheftrainer Jörg Berger bereits auf der Trainerbank vertreten hatte. Nach der Entlassung Bergers war er vom 4. bis 8. Oktober 1996 Interimstrainer, bis Huub Stevens als Cheftrainer verpflichtet wurde, und leitete ein weiteres Spiel der Schalker gegen den Karlsruher SC (0:1) als Trainer. In derselben Saison gewann Schalke 04 den UEFA-Cup. Zum Ende der Saison 1998/99 verließ er den Verein.
1999 ging er zum 1. FC Kaiserslautern, um als Co-Trainer unter Otto Rehhagel zu fungieren. Später wechselte er innerhalb des Vereins die Position, wurde Leiter des FCK-Nachwuchszentrums Fröhnerhof und arbeitete als Scout. Im Sommer 2007 wurde Neu von seinen Aufgaben entbunden. Grund dafür war das vorbelastete Verhältnis mit dem neuverpflichteten Sportdirektor Michael Schjønberg, das aus der aktiven Zeit Schjönbergs beim FCK mit Neu als Co-Trainer stammte.
Er war Beobachter für den Nationaltrainer Griechenlands, Otto Rehhagel. Vom 5. November 2009 bis Saisonende 2009/10 war er Trainer beim Oberligisten Hassia Bingen. Seit dem Schuljahr 2009/10 arbeitet Hubertus Neu an der Martinusschule Oberstadt in Mainz als Sportlehrer. Er ist verheiratet und Vater einer Tochter.